# Фалконер (Њујорк)
Фалконер (енгл. Falconer) град је у америчкој савезној држави Њујорк.

## Демографија
По попису из 2010. године број становника је 2.420, што је 120 (-4,7%) становника мање него 2000. године.
| Група             | 2000.         | 2010.         |
| Белци             | 2.462 (96,9%) | 2.320 (95,9%) |
| Афроамериканци    | 14 (0,6%)     | 14 (0,6%)     |
| Азијати           | 7 (0,3%)      | 7 (0,3%)      |
| Хиспаноамериканци | 29 (1,1%)     | 54 (2,2%)     |
| Укупно            | 2.540         | 2.420         |